# Gérard La Viny
Gérard Labiny, dit La Viny, né le 17 avril 1933 à Basse-Terre, en Guadeloupe, et mort le 6 octobre 2009 à Paris, est un musicien et compositeur français.

## Biographie
Dès son enfance, Gérard La Viny vit de musique par son père, pianiste à ses heures de loisir, et par sa mère, native de Porto Rico et fredonnant des airs des îles hispaniques. Plus tard, il apprend le violon et étudie le solfège. Il a donc une formation classique et, sous l'influence de ses séjours à Porto Rico, acquiert une sensibilité à la musique latino-américaine. Il apprend aussi la guitare. Venant d'une famille bourgeoise, il ne peut faire de la musique une profession, il poursuit ses études et devient bachelier en 1951. Afin de poursuivre ses études, il quitte la Guadeloupe pour Paris et entre à Sciences-Po. Il quitte la capitale pour Puerto Rico et sa musique, mais son père le ramène à Paris. Gérard La Viny reprend donc ses études, mais n'abandonne pas sa musique et décide de fréquenter divers restaurants avec sa guitare.
En 1953, il est recruté par Liliane Harley au restaurant La Créole (8e à Paris à l'époque). Il abandonne ses études, suit des cours de chant et de solfège le jour et travaille la nuit. La Créole devient un établissement à la mode, il y rencontre Henri Salvador qui deviendra son mentor. En 1955, il est recruté, par le parrainage de Joséphine Baker, au bar-restaurant La Canne à Sucre (Montparnasse) où il reprendra l'animation de l'orchestre. Il s'entoure de musiciens talentueux comme Robert Mavounzy.
En 1958, par l'intermédiaire d'Henri Salvador, il est présenté à Boris Vian qui est alors directeur artistique du label Fontana chez Philips. Il enregistre son premier 45 tours pour Fontana. Il en ressort deux succès, Sans chemise, sans pantalon et Ma mère, c'est ta belle-mère. La même année, il rencontre Marpessa Dawn (Eurydice dans Orfeu Negro), elle le convainc de l'engager d'abord comme danseuse. Quelques jours plus tard, il fait la connaissance de Marcel Camus qui lui expose son projet, Orfeu Negro. Cette rencontre lui donnera l'idée d'interpréter la musique du film, originellement composée par Antônio Carlos Jobim et Luiz Bonfá, qui sortira en 1959, avant la sortie du film encore inconnu. En 1961, il compose la musique du film L'Espace d'un matin de Sergio Gobbi. En 1962, il enregistre Volé Boeing-la, une chanson en créole en hommage à son père qui a perdu la vie lors du crash du vol 117 à Deshaies.
Il compose et chante C'est Le Président Qu'il Nous Faut, une chanson engagée pour l'ancien président du Gabon Albert-Bernard Bongo (1935-2009),,.

## Discographie

### Autres enregistrements
Pour Juracy Ferreira
- 1957 : Juracy Ferreira accompagné par l'orchestre "La canne à sucre" de Gérard La Viny - Rythmes et danses du Brésil ∫  Disques BAM - BAM LD 329

## Prix et distinctions
- 2006 :  Chevalier de l'ordre des Arts et des Lettres[18]